# 齐巴克扎布 (土谢图汗部)
齐巴克扎布，清朝蒙古王公，喀尔喀蒙古土谢图汗部人，车凌扎布的长子，博尔济吉特氏。
康熙五十七年（1718年），齐巴克扎布承袭土谢图汗部中左翼末旗札萨克一等台吉。雍正九年（1733年），他跟随额驸亲王策凌等人在苏克阿勒达呼击败准噶尔汗国。乾隆二十年（1755年），随清军征准噶尔汗国达瓦齐，率兵三百驻防奇尔吉斯诺尔。乌梁海逃众杀死守汛侍卫贝多尔，他和札萨克图汗部台吉根敦前去追捕，抵达巴斯库斯，收抚乌梁海宰桑玛济岱等，使其众降服。乾隆二十一年（1756年），赐公品级。后来受到和托辉特部青衮咱卜劝说，弃汛还牧，拒绝诏谕不归，被弹劾，削公品级。乾隆二十七年（1762年），以病罢职。